# متیل‌فنتیل‌آمین
متیل‌فنتیل‌آمین (به انگلیسی: Methylphenethylamine) با فرمول شیمیایی C۹H۱۳N یک ترکیب شیمیایی با شناسه پاب‌کم ۱۱۵۰۳ است. که جرم مولی آن 135.21 g/mol می‌باشد. 